# Dick Fairhurst
Richard Fairhurst (sinh ngày 5 tháng 9 năm 1911, ngày mất không rõ) là một cầu thủ bóng đá người Anh thi đấu ở vị trí hậu vệ.